# Шилов, Александр Иванович
Александр Иванович Шилов (по прозванию Фомичев; 1712/13 — 1799/1800) — раскольничий предтеча скопческого христа Кондратия Селиванова, называемый скопцами также «князем Дашковым», «графом Чернышевым» и «инженерным полковником».

## Биография
Александр Шилов родился в 1712 году в Тульской губернии, по одним источникам — в селе Васильевском, Тульского уезда, по другим — в селе Маскове, Алексинского уезда. Был женат и имел детей, но стремление найти «истинную» веру рано заставило его покинуть семью. 
В мучительных поисках истины, он ознакомился со многими раскольничьими толками, «произошел все веры и во многих верах был учителем», но ни одна из них не могла удовлетворить его. Во время этих исканий, Шилов тогда уже хлыст, прибыл в Орловскую губернию, в пользующийся большой популярностью хлыстовский «корабль» Акулины Ивановны, впоследствии скопческой богородицы. Здесь он обратил на себя внимание Кондратия Селиванова, убедившегося в невозможности искоренить безнравственность хлыстов и мечтавшего о более действительных мерах борьбы с ней. Шилов, человек необыкновенной энергии, умевший найтись в самых затруднительных обстоятельствах и страстный фанатик, должен был казаться Селиванову незаменимым помощником. С другой стороны готовый в каждом видеть своего оракула, Шилов, с радостью уверовал в Селиванова, сошелся с ним во взглядах на причину людской «лепости», и на меру борьбы с ней — оскопление. Селиванов в значительной мере был обязан успехам своего дела Шилову; по его же словам, «Александр Иванович был ему предтечей, любезным сыночком, верным помощником и непобедимым воином от начала и до конца своей жизни». Сам рассказ о встрече своей с ним, он передает, подражая евангельскому рассказу о встрече Иисуса Христа с Иоанном Крестителем. По преданию скопцов, Шилов оскопил сначала, как предтеча, себя, а затем и Селиванова. 
Когда в корабле Акулины Ивановны возникла оппозиция учению нового христа, совместно со своим предтечей производившего оскопление, Селиванов с Шиловым, вероятно по указанию последнего, направились на север, в Тульскую губернию, где жило много хлыстов (1774). Здесь они действовали сначала на фабрике купца Лугинина, а затем, когда скопчество под их руководством распространилось по окрестностям и проникло даже в Тамбовскую губернию, в село Сосновку (вблизи Моршанска), перебрались сюда. Местный преосвященный довел дело до сведения начальства, и в Сосновку был прислан для производства следствия статский советник Волков (1775). Шилов с Селивановым скрылись, и Волков вынес приговор заочно. 
Вскоре беглецы были схвачены в Туле и привезены в Сосновку, где Шилов, согласно приговору, был наказан батогами и сослан в Ригу (1775) вместе с другими девятью скопцами. В Риге, работая в крепостной кузнице, он продолжал распространять скопчество между крепостными солдатами. В городе образовался даже скопческий корабль, кормщиком которого стал Шилов, уходивший на радения из крепости, так как надзор за ним был очень слаб. В 1789 году было доведено до сведения начальства, что сосновские скопцы, содержащиеся в Риге, распространяют свое учение, и Шилов с товарищами был опять бит батогами и переведен в Динаминд. Но и здесь надзор за ним был настолько слаб, что позволял ему руководить распространением скопчества в окрестностях. В 1791 году были открыты его письменные сношения с племянником, скопцом Иваном Шиловым, надзор за ним был усилен, но видимо не особенно, ибо в следующем году опять были открыты его сношения с проживавшим в Риге скопцом Кислятниковым. 
Когда в Санкт-Петербург пришло известие о поимке Селиванова, российский император Павел I велел вместе с ним привезти в столицу и Шилова (1796), с которым он уже говорил в 1776 году, проезжая через Ригу. По прибытии Шилова в Петербург, Павел I лично беседовал с ним и ещё каким-то другим скопцом (возможно Селивановым); после полуторамесячного пребывания Шилова в Петербурге, в доме Обольянинова, было велено отправить его в Шлиссельбург (в конце 1796), где Александр Иванович Шилов и скончался 6 января 1799 года, (а по официальным сведениям — 6 января 1800 года), на 88 году жизни, после более чем двадцатилетнего заключения. 
Через 12 дней тело Шилова было со всеми христианскими обрядами и с надлежащей скрытностью предано земле. Он похоронен недалеко от Шлиссельбурга на Преображенской горе (ныне Кладбище Памяти жертв 9-го января), где около его могилы была выстроена деревянная часовня, впоследствии, разрушенная по решению «старых скопцов, более благоразумнейших» (чтобы не провоцировать власти), так как часовня стала местом совершения обряда оскопления и на её месте, стараниями петербургских купцов Борисова и Шеметова, сперва был построен каменный свод, в 1829 году был воздвигнут памятник, сделавшийся вскоре одной из величайших скопческих святынь. На памятнике выдолблены были два отверстия, куда скопцы опускали кусочки хлеба для освящения, который затем использовался ими для причащения.